# Antikva
Antikva (av latin antiquus, gammal), är en boktryckarterm för den upprättstående, latinska tryckstilen, till skillnad från fraktur eller gotisk stil och kursiv stil, med eller utan seriffer. Antikvan kallas på franska caractère romain och på engelska roman type. Termen antikva används ibland endast som samlingsnamn för de stilar som innehåller serifer.
Antikvan är en efterbildning av de så kallade romerska typerna. Dess skapare var italienarna Coluccio Salutati (1331–1406) och Poggio Bracciolini (1380–1459) som försökte införa den i stället för den gotiska stilen (munkstilen). Den är förknippad med Florens, där den fick sitt genomslag, och kan även kallas bland annat humanistisk antikva eller humanistisk stil.
I slutet av 1400-talet uppkom den andra generationens antikva genom boktryckaren Aldus Manutius. Den har sedermera i alla länder nästan fullständigt utträngt frakturstilen, i Tyskland först efter att Adolf Hitler påbjudit övergång till antikva. I Danmark och Norge brukades frakturstilen i hög utsträckning ännu vid sekelskiftet 1900.